# Völkerkundemuseum Heidelberg

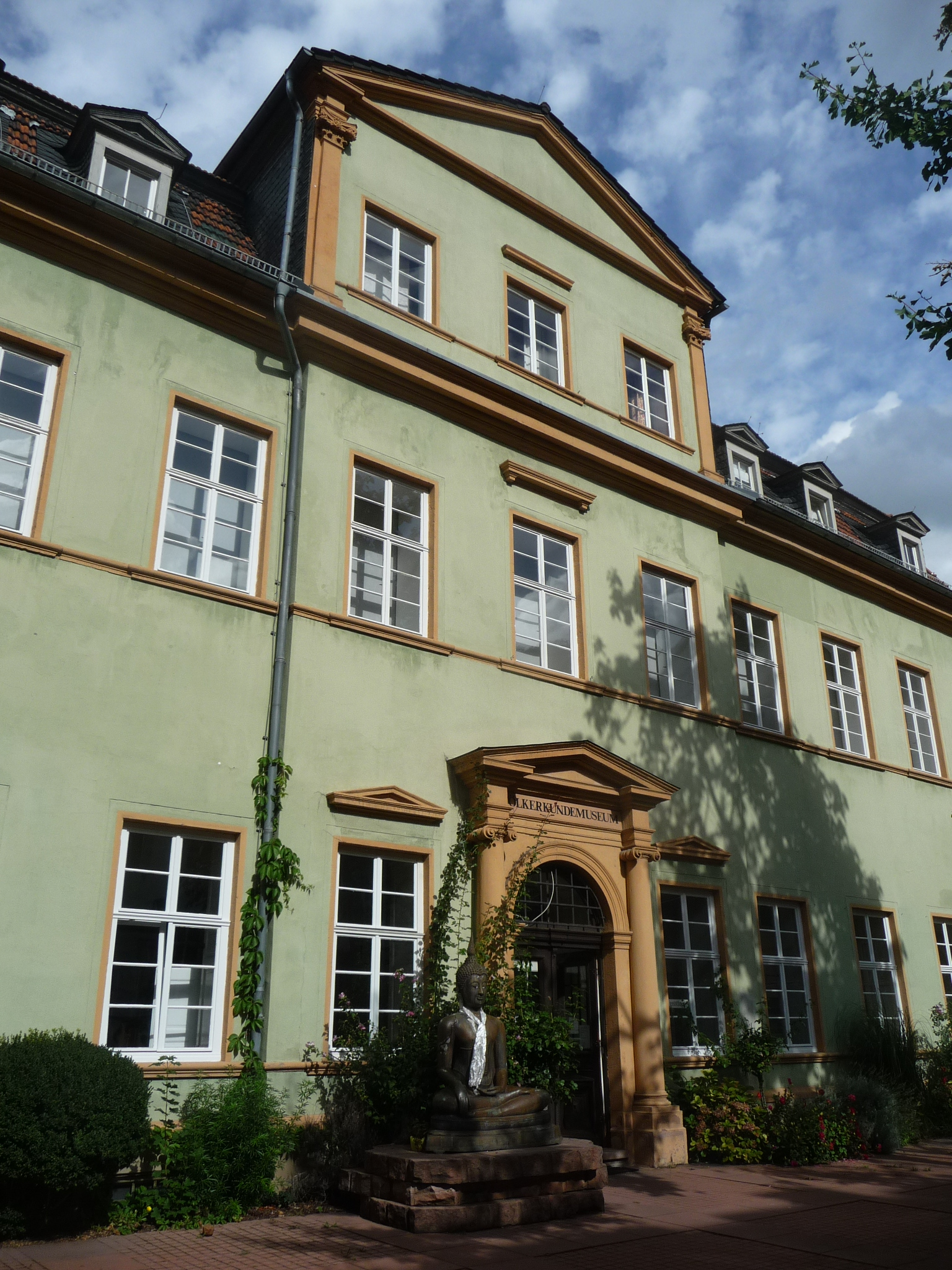
Heidelberger Völkerkundemuseum

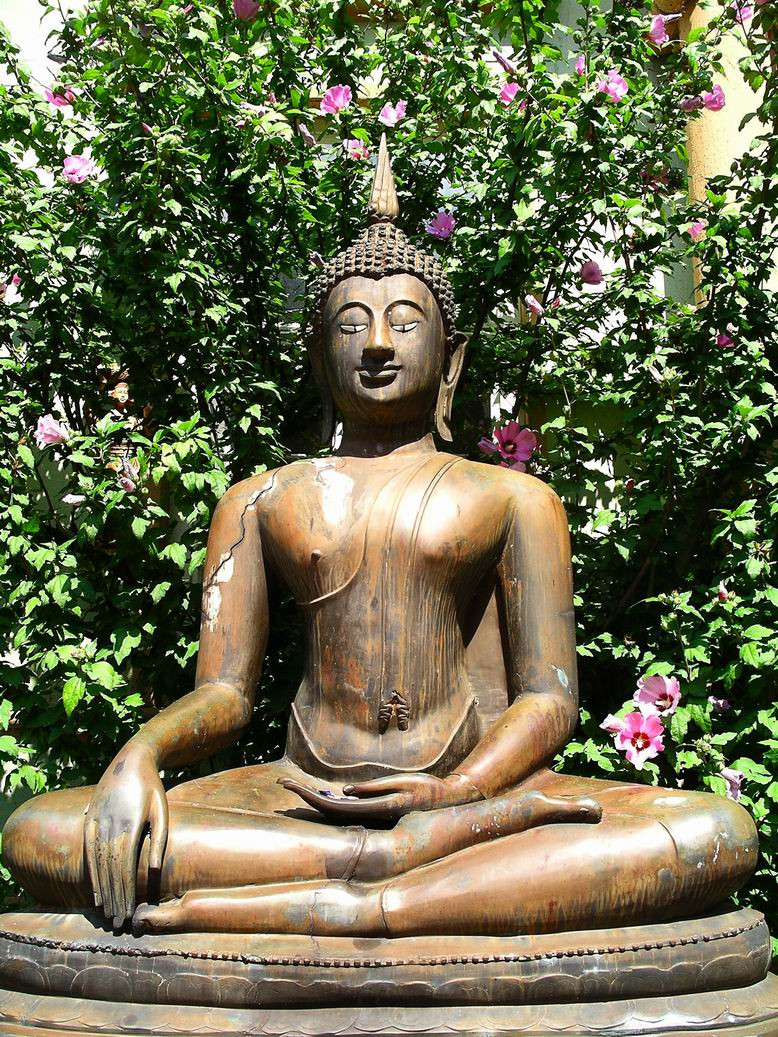
Statue vor dem Völkerkundemuseum

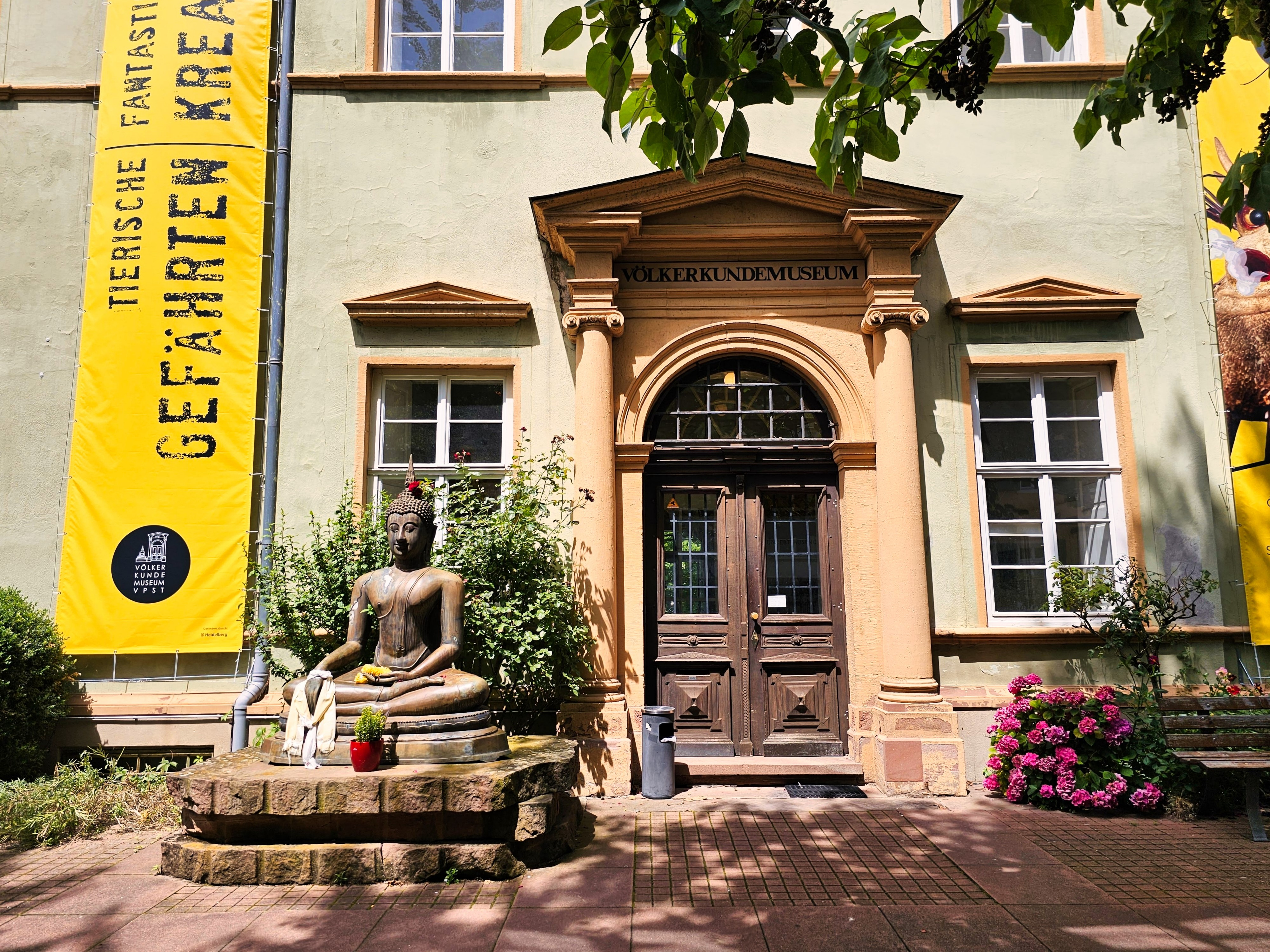
Der Eingang mit der geschmückten Buddhafigur am 5. Juli 2024

Das Völkerkundemuseum der J. und E. von Portheim Stiftung in Heidelberg beherbergt Sammlungen zu Religion, Kunst und Alltag aus den Regionen Asiens, Afrikas und Ozeaniens. Kunst und Kultur dieser Regionen werden in wechselnden Sonderausstellungen präsentiert.
Das Museum ist in den historischen Räumen des Palais Weimar untergebracht. Begründet wurde es von Victor Goldschmidt, der 1919 die Josefine und Eduard von Portheim-Stiftung für Wissenschaft und Kunst ins Leben rief. Während der Zeit des Nationalsozialismus wurden beträchtliche Teile des Sammlungsbestandes ausgegliedert und billig veräußert. In den 1980er Jahren wurde das Hauptgebäude durch einen Anbau erweitert. Auf einem künstlich angelegten Garten auf dem Niveau der Hauptstraße steht ein inzwischen zum Naturdenkmal herangewachsenes Magnolien-Exemplar. Sie bietet im Frühjahr vom Neckarufer aus zusammen mit der Schlossruine ein einmaliges Bild. In den darunter liegenden Arkaden am Neckarmünzplatz ist die Bootssammlung des Hauses zu sehen.
Zwischen 2016 und 2019 belastete ein Streit um die Besetzung des Stiftungskuratoriums sowie um Misswirtschaft die Arbeit der Museumsstiftung; der Streit wurde teilweise auch vor Gericht ausgetragen. 2019 feierte die Stiftung ihr hundertjähriges Bestehen. Zu Beginn des Jahres 2023 wird Alban von Stockhausen neuer Direktor des Völkerkundemuseums.